# Superzemlja
Superzemlja (angleško super-Earth) je zunajosončni planet, ki je po povprečni gostoti primerljiv z Zemljo. Superzemlje imajo občutno večjo maso, pri čemer je zgornja meja za superzemlje približno 12 do 15 Zemljinih mas - manjša od mase plinskih velikanov. Spodnjo mejo navajajo od 1 do 5 Zemljinih mas. Njihov premer se približno nahaja v razponu od 3 do 4 Zemljinih polmerov (38.000 do 50.800 km). Izraz »superzemlja« se v glavnem nanaša na maso planeta in nujno ne pomeni pogojev na površju ali morebitno naseljivost. Še posebej ni nujno da ima planet podobno temperaturo ali okolje kot Zemlja.
Pomemben dejavnik, ki bistveno vpliva na razvoj planetov teh vrst, je tudi masa zvezde, ki je najpomembnejši dejavnik pri samem razvoju zvezde. Iz te se izpelje, na podlagi podatkov, pridobljenih z natančnimi astronomskimi merjenji, tudi kovinskost (metaliciteta) zvezde, ki določa približno oceno mase zvezde, zajete v majhnih, kamnitih svetovih bolj ali manj podobnih Zemlji. Če je takšna superzemlja preveč blizu zvezde, takšen planet kaže starševski zvezdi vedno le eno lice, kar pa ima tudi nadaljnje zaplete. Ti svetovi so ujeti v težnostni primež matične zvezde, kar pomeni, da se hitro ohladijo. To je povezano z ustvarjanjem magnetnega polja, ki bi življenjskim oblikam na planetu zagotavljal toliko varnosti pred sevanjem, da bi se lahko razvila na njem tudi bolj zapletena večcelična bitja. Če ustvarjanje magnetnega polja zamre, ni več kaj prida prihodnosti za življenje, razen nekaj ameb in paramecijev globlje v oceanih, kjer voda zaustavi vse vrste sevanja.
Tovrstni svetovi se lahko primerjajo z Marsom (marsoidi). Gostota ozračja začne usihati. Prav tako takšnim svetovom hitro pohaja voda. Velja še omeniti zadostno ognjeniško dejavnost, ki pomeni vir vedno novega kisika, ki se zaradi kemičnih reakcij sprošča v obliki vode globlje v silikatnih kamninah kjer je zadostna toplota in gostota za takšne procese. Vse pa lahko pade iz nadzora, če učinek »tople grede« postane popolnoma nenadzorovan. V tem primeru je svet podoben Venerinemu površju (veneridi). Na njem tedaj obstajajo jezera staljenega svinca in drugih kovin, ki se topijo pri temperaturi približno 500 °C.